# قامرة (جازان)
قرية قامرة، وهي إحدى قرى منطقة جازان وهي قرية سكنية تابعة لبلدية محافظة أبو عريش جنوب غرب المملكة العربية السعودية، تبعد 4 كم باتجاه الشمال الغربي من مدينة أبو عريش.

## الموقع
تقع قرية قامرة في منطقة زراعية وسط محافظة جازان وهي قريبة جداً من مركز محافظة أبو عريش التابعة لها حيث تبعد عنها حوالي 4 كيلومتر، وتبعد حوالي 35 كيلومترا بالاتجاه الشرقي من مدينة جازان، لها عند خط طول 42 درجة وخط العرض 16 درجة.

## عدد السكان
بلغ عدد سكان قرية قامرة بحسب التعداد السكاني للعام 1431 هـ () نسمة منهم () من السعوديين و() غير السعوديين.

## انظر ايضاً
- المريخية
- الشاقة الغربية
- الشاقة الشرقية

## وصلات خارجية
- بيانات المجلس البلدي من الأمانة العامة لشؤون المجالس البلدية.
- حصر الخدمات بالمدن والقرى بمنطقة جازان. نسخة محفوظة 25 يناير 2020 على موقع واي باك مشين.
- دليل الخدمات بمنطقة جازان.
- مصلحة الإحصاءات العامة والمعلومات.